# Landkreis Liegnitz
| Landkreis Liegnitz | Landkreis Liegnitz                                                      |
| ------------------ | ----------------------------------------------------------------------- |
| Wappen             |                                                                         |
| Preußische Provinz | Schlesien (1815–1919, 1938–1941) Niederschlesien (1919–1938, 1941–1945) |
| Regierungsbezirk   | Liegnitz                                                                |
| Kreisstadt         | Liegnitz                                                                |
| Fläche             | 619 km²                                                                 |
| Einwohner          | 41.226 (1939)                                                           |
| Bevölkerungsdichte | 67 Ew./km²                                                              |
| Gemeinden          | 87                                                                      |
|                    |                                                                         |

Der Landkreis Liegnitz, bis 1874 Kreis Liegnitz, war ein preußischer Landkreis in Schlesien, der von 1742 bis 1945 bestand. Seine Kreisstadt und Sitz des Landratsamts war die Stadt Liegnitz, die ab 1874 einen eigenen Stadtkreis bildete. Das ehemalige Kreisgebiet gehört heute zur polnischen Woiwodschaft Niederschlesien.

## Verwaltungsgeschichte

### Königreich Preußen
Nach der Eroberung des größten Teils von Schlesien durch Preußen im Jahre 1741 wurden durch die königliche Kabinettsorder vom 25. November 1741 in Niederschlesien die preußischen Verwaltungsstrukturen eingeführt. Dazu gehörte die Einrichtung zweier Kriegs- und Domänenkammern in Breslau und Glogau sowie deren Gliederung in Kreise und die Einsetzung von Landräten zum 1. Januar 1742.
Im Fürstentum Liegnitz wurden aus den drei bestehenden alten schlesischen Weichbildern Goldberg-Haynau, Liegnitz und Lüben preußische Kreise gebildet. Als erster Landrat des Kreises Liegnitz wurde  Friedrich Alexander von Hock eingesetzt. Der Kreis unterstand der Kriegs- und Domänenkammer Glogau, aus der im Zuge der Stein-Hardenbergischen Reformen 1815 der Regierungsbezirk Liegnitz der Provinz Schlesien hervorging.
Im Rahmen von Grenzregulierungen zwischen den Regierungsbezirken Liegnitz und Reichenbach wechselten 1817 das Dorf Poselwitz aus dem Kreis Striegau in den Kreis Liegnitz und 1818 die Dörfer Panzkau und Simsdorf aus dem Kreis Liegnitz in den Kreis Striegau. Bei der Kreisreform im benachbarten Regierungsbezirk Breslau vom 1. Januar 1818 gab der Kreis Liegnitz die Dörfer Blumerode, Borne, Maltsch, Maserwitz, Raussen, Rachen und Wültschkau an den Kreis Neumarkt ab.
Bei der Kreisreform vom 1. Januar 1820 im Regierungsbezirk Liegnitz erhielt der Kreis Liegnitz vom Kreis Lüben die Dörfer Bienowitz, Briese, Grünthal, Herrndorf, Hummel, Kuchelberg, Merschwitz, Mittel Langenwaldau, Nieder Langenwaldau, Ober Langenwaldau, Panthen, Pfaffendorf, Pohlschildern, Rüstern, Schönborn, Sechshufen-Langenwaldau, Schwarzvorwerk, Thiergarten und Töpferberg sowie vom Kreis Goldberg-Haynau das Dorf Wildschütz. Der Kreis Liegnitz gab seinerseits das Dorf Siegendorf an den Kreis Goldberg-Haynau ab.

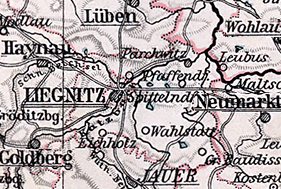
Der Landkreis Liegnitz in den Grenzen von 1820 bis 1932

### Norddeutscher Bund/Deutsches Reich
Seit dem 1. Juli 1867 gehörte der Kreis zum Norddeutschen Bund und ab dem 1. Januar 1871 zum Deutschen Reich. Zum 1. Januar 1874 wurde die Stadt Liegnitz zu einem eigenen Stadtkreis erhoben. Damit erhielt der Kreis Liegnitz die Bezeichnung Landkreis.
Zum 8. November 1919 wurde die Provinz Schlesien aufgelöst. Aus den Regierungsbezirken Breslau und Liegnitz wurde die neue Provinz Niederschlesien gebildet. Zum 30. September 1928 fand im Landkreis Liegnitz entsprechend der Entwicklung im übrigen Freistaat Preußen eine Gebietsreform statt, bei der alle Gutsbezirke aufgelöst und benachbarten Landgemeinden zugeteilt wurden.
Zum 1. Oktober 1932 wurde der größte Teil des aufgelösten Kreises Jauer vorübergehend in den Landkreis Liegnitz eingegliedert, außerdem wurde auch die Landgemeinde Siegendorf aus dem Kreis Goldberg-Haynau in den Landkreis Liegnitz umgegliedert. Im Gegenzug wechselten die Gemeinden Haasel, Hänchen, Laasnig und Prausnitz aus dem Landkreis Liegnitz in den Kreis Goldberg. Zum 1. Oktober 1933 wurde der Kreis Jauer wiederhergestellt, so dass der Landkreis Liegnitz seinen alten Umfang, nur vergrößert um die Landgemeinde Siegendorf, wiedererhielt.
Am 1. April 1938 wurden die preußischen Provinzen Niederschlesien und Oberschlesien zur neuen Provinz Schlesien zusammengeschlossen. Zum 18. Januar 1941 wurde die Provinz Schlesien abermals aufgelöst. Aus den Regierungsbezirken Breslau und Liegnitz wurde die neue Provinz Niederschlesien gebildet.
Im Frühjahr 1945 wurde das Kreisgebiet von der Roten Armee besetzt. Im Sommer 1945 wurde das Kreisgebiet von der sowjetischen Besatzungsmacht  gemäß dem Potsdamer Abkommen unter polnische Verwaltung gestellt. Im Kreisgebiet begann anschließend der Zuzug polnischer Zivilisten, die zum Teil aus den an die Sowjetunion gefallenen Gebieten östlich der Curzon-Linie kamen. In der Folgezeit wurde die deutsche Bevölkerung größtenteils aus dem Kreisgebiet vertrieben.

## Einwohnerentwicklung
| Jahr | Einwohner | Quelle |
| ---- | --------- | ------ |
| 1795 | 34.099    | [ 12 ] |
| 1819 | 36.184    | [ 13 ] |
| 1846 | 60.459    | [ 14 ] |
| 1871 | 73.201    | [ 15 ] |
|      |           |        |
| 1885 | 44.945    | [ 16 ] |
| 1900 | 42.292    | [ 17 ] |
| 1910 | 41.730    | [ 17 ] |
| 1925 | 41.244    | [ 18 ] |
| 1939 | 41.226    | [ 18 ] |

## Landräte
- 1742–174500Friedrich Alexander von Hock
- 1746–175600Johann Wenzel von Trach[4]
- 1757–175800Sylvius Rudolph Helmrich von Elgott[4]
- 1758–178000Hans Sigismund von Rothkirch und Panthen[4]
- 1781–179400Maximilian Friedrich von Gaffron und Oberstradam[4]
- 1794–181700Christoph Ferdinand Rudolf von Kittlitz und Ottendorf[4]
- 1817–182200Ludwig von Schwerin
- 1822–185000Ernst Sigismund von Berge und Herrndorff
- 1850–186200Otto von Bernuth
- 1863–188800Karl Hoffmann-Scholtz
- 1888–189900Karl Schilling
- 1900–191700Arthur von Salmuth
- 1917–192000Willy von Rother
- 1920–193200Karl Ott
- 19320000000Erich Krause (auftragsweise)
- 1932–193400August Loos
- 19340000000Karl Willinger (vertretungsweise)
- 1934–193900Walther Kühn
- 19400000000Fritz Herber
- 19400000000Bernotat
- 1941–194500William Bernhard von Guenther

## Kommunalverfassung
Mit Einführung des preußischen Gemeindeverfassungsgesetzes vom 15. Dezember 1933 gab es ab dem 1. Januar 1934 eine einheitliche Kommunalverfassung für alle preußischen Gemeinden. Mit Einführung der Deutschen Gemeindeordnung vom 30. Januar 1935 trat zum 1. April 1935 im Deutschen Reich eine einheitliche Kommunalverfassung in Kraft, wonach die bisherigen Landgemeinden nun als Gemeinden bezeichnet wurden. Eine neue Kreisverfassung wurde nicht mehr geschaffen; es galt weiterhin die Kreisordnung für die Provinzen Ost- und Westpreußen, Brandenburg, Pommern, Schlesien und Sachsen vom 19. März 1881.

## Gemeinden
Der Landkreis Liegnitz umfasste zuletzt eine Stadt und 86 Landgemeinden:
| - Alt Beckern - Alt Läst - Arnsdorf - Ausche - Barschdorf - Berndorf - Bienau - Blüchersfelde - Dahme - Dohnau - Dürschwitz - Eichholz - Fellendorf - Gassendorf - Grändorf - Greibnig - Groß Baudiß - Groß Beckern - Groß Läswitz - Groß Tinz - Groß Wandriß - Heidau | - Heinersdorf - Herrndorf - Hochkirch - Jahnsfeld - Jakobsdorf b. Liegnitz - Jenkau - Jeschkendorf - Kampern - Kaudewitz - Klein Baudiß - Klein Tinz - Klein Wandriß - Klemmerwitz - Kniegnitz - Koischwitz - Koitz - Krayn - Kroitsch - Kuchelberg - Kummernick - Kunitz - Kunzendorf | - Langenwaldau - Leschwitz - Liebenau - Merschwitz - Mertschütz - Mönchhof - Möttig - Neudorf - Nikolstadt - Oyas - Pahlowitz - Pansdorf - Panten - Parchwitz, Stadt - Petersdorf - Pfaffendorf - Pohlschildern - Pohlwitz - Poselwitz - Prinkendorf - Prinsnig - Rogau | - Rosenau - Rosenig - Rothkirch - Royn - Rüstern - Schlottnig - Schmochwitz - Schönborn - Schützendorf - Schwarzrode - Seifersdorf - Spittelndorf - Tentschel - Thiergarten - Wahlstatt - Waldau - Wangten - Weinberg - Weißenhof - Wildschütz - Zobel |

Bis 1938 verloren die folgenden Gemeinden ihre Eigenständigkeit:
| - Bischdorf, am 1. April 1938 zu Rosenau - Boberau, am 1. April 1938 zu Pansdorf - Fischerende, am 1. April 1937 zu Heinersdorf - Hummel, am 1. Oktober 1937 zu Rüstern - Hünern, am 30. September 1928 zu Oyas - Johnsdorf, am 1. April 1938 zu Pahlowitz - Kaltenhaus, am 17. Oktober 1928 zu Greibnig - Klein Schildern, am 1. April 1937 zu Heinersdorf - Koischke, am 1. Januar 1934 zu Eichholz - Koiskau, am 1. April 1938 zu Zobel - Kossendau, am 13. März 1911 zu Städtisch Kossenau - Liegnitzer Vorwerke, am 1. April 1937 zu Liegnitz - Lindenbusch, am 1. Oktober 1936 zu Waldau - Mankelwitz, am 1. April 1938 zu Rosenau - Mittel Rüstern, am 1. April 1937 zu Rüstern - Nieder Heidau, am 1. April 1937 zu Heidau - Nieder Langenwaldau, am 1. April 1938 zu Langenwaldau | - Nieder Rüstern, am 1. April 1937 zu Rüstern - Ober Heidau, am 1. April 1937 zu Heidau - Ober Langenwaldau, am 1. April 1938 zu Langenwaldau - Ober Rüstern, am 1. April 1937 zu Rüstern - Raischmannsdorf, am 17. Oktober 1928 zu Wahlstatt - Romnitz, am 1. April 1938 zu Mönchhof - Scheibsdorf, am 1. April 1938 zu Schlottnig - Schimmelwitz, am 1. April 1937 zu Schmochwitz - Sechshufen Langenwaldau, am 1. April 1937 zu Nieder Langenwaldau - Seedorf, am 1. April 1938 zu Seedorf - Siegendorf, am 1. Oktober 1937 zu Arnsdorf - Städtisch Kossendau, am 1. April 1938 zu Klein Tinz - Strachwitz, am 17. Oktober 1928 zu Wahlstatt - Tscharnikau, am 30. September 1928 zu Tscharnikau-Tschierschkau - Tschierschkau, am 30. September 1928 zu Tscharnikau-Tschierschkau - Überschau, am 1. April 1938 Koitz - Weißenleipe, am 1. April 1938 Groß Baudiß |

## Ortsnamen
Im Jahre 1937 wurden mehrere Gemeinden umbenannt:
- Bienowitz → Bienau
- Gränowitz → Grändorf
- Groß Jänowitz → Blüchersfelde
- Klein Jänowitz → Jahnsfeld
- Tscharnikau-Tschierschkau → Schwarzrode